# Erlendur Sveinsson
Erlendur Sveinsson, plus connu sous son seul prénom Erlendur, est le personnage principal d'une série de romans policiers de l'auteur islandais Arnaldur Indriðason.
Erlendur est commissaire de police à Reykjavik. Issu d'une famille qui vivait à la campagne, il a déménagé à la capitale dans son enfance à la suite d'un drame. Après plusieurs petits boulots, il se présente à une annonce pour entrer dans la police. Il a épousé une femme rencontrée dans un bar, Halldora, avec qui il a eu deux enfants, Eva Lind et Sindri Snaer. Il a quitté le domicile familial, et n'a depuis que des relations conflictuelles avec son ex-femme et ses enfants, qu'il voit rarement.
Dans son travail, il est secondé par Elínborg, qui a fait des études de géologie et qui est une excellente cuisinière, et Sigurður Óli, image de la perfection qui vit avec Bergthora, qu'il épousera et qui veut avoir des enfants.
On apprend au fil des romans ce qui tourmente le policier. Dans son enfance, il a été pris dans une tempête de neige avec son petit frère, dont il a lâché la main. Erlendur a été retrouvé, mais son petit frère, jamais. Plus tard, quand il quitte sa femme, elle refuse qu'il ait un droit de visite sur ses enfants, et il ne se bat pas pour en obtenir un. Lorsque sa fille vient le voir, des années après, c'est une jeune fille droguée, dont il découvre qu'elle a eu recours à la prostitution. Elle tombe enceinte et veut garder le bébé, mais le perd dans son septième mois à cause de la drogue et de la malnutrition.

## Romans
- Synir duftsins (1997) - Les Fils de la poussière / trad. de l'islandais par Éric Boury.
- Dauðarósir (1998) - Les Roses de la nuit / trad. de l'islandais par Éric Boury.
- Mýrin - La Cité des Jarres (2000) / trad. de l'islandais par Éric Boury
- Grafarþögn - La Femme en vert (2001) / trad. de l'islandais par Éric Boury
- Röddin - La Voix (2002) / trad. de l'islandais par Éric Boury
- Kleifarvatn - L'Homme du lac (en) (2004) / trad. de l'islandais par Éric Boury
- Vetrarborgin - Hiver arctique (2005) / trad. de l'islandais par Éric Boury
- Harðskafi - Hypothermie (2007) / trad. de l'islandais par Éric Boury
- Myrká - La Rivière noire (2008) / trad. de l'islandais par Éric Boury¸ (Enquêteuse principale : Elinborg, Erlendur est seulement évoqué dans ce récit)
- Svörtuloft - La Muraille de Lave (2009) / trad. de l'islandais par Éric Boury (Enquêteur principal : Sigurdur Oli, Erlendur est seulement évoqué dans ce récit).
- Furðustrandir - Étranges rivages (2010) / trad. de l'islandais par Éric Boury
- Einvígið - Le Duel (2011) / trad. de l'islandais par Éric Boury (Enquêteuse principale : Marion Briem)
- Les Nuits de Reykjavik (2012) / trad. de l'islandais par Éric Boury
- Kamp Knox - Le lagon noir (2014) / trad. de l'islandais par Éric Boury